# Medaglia Boltzmann
La medaglia Boltzmann è un premio, intitolato al fisico Ludwig Boltzmann, che viene assegnato ogni tre anni dalla Commissione di fisica statistica dell'Unione internazionale di fisica pura e applicata a fisici che ottengono nuovi risultati nell'ambito della meccanica statistica.

## Vincitori
Tutti i vincitori sono eminenti fisici o matematici il cui contributo ha aperto negli anni nuove prospettive nella ricerca riguardante la fisica statistica. L'istituzione con più vincitori è l'Università Sapienza (Giorgio Parisi, Giovanni Gallavotti e Giovanni Jona-Lasinio) seguita da, a pari merito, l'École Normale Supérieure (Bernard Derrida e Yves Pomeau), la Cornell University (Kenneth G. Wilson e Benjamin Widom), l'Università di Cambridge (Sam F. Edwards e Daan Frenkel) e l'Università di Princeton (Elliott H. Lieb e John J. Hopfield).
- 1975 Kenneth G. Wilson (Cornell University)
- 1977 Ryogo Kubo (Università di Tokyo)
- 1980 Rodney J. Baxter (Università Nazionale Australiana)
- 1983 Michael E. Fisher (Università del Maryland, College Park)
- 1986 David Ruelle (Institut des Hautes Études Scientifiques) e Jakov Grigor'evič Sinaj (Università statale di Mosca)
- 1989 Leo Kadanoff (Università di Chicago)
- 1992 Joel Lebowitz (Rutgers University) e Giorgio Parisi (Università Sapienza)
- 1995 Sam F. Edwards (Università di Cambridge)
- 1998 Elliott H. Lieb (Università di Princeton) e Benjamin Widom (Cornell University)
- 2001 Berni Alder (Università della California, Davis) e Kyozi Kawasaki (Chubu University)
- 2004 E. G. D. Cohen (Università Rockefeller) e H. Eugene Stanley (Università di Boston)
- 2007 Kurt Binder (Università di Mainz) e Giovanni Gallavotti (Università Sapienza)
- 2010 John Cardy (Università di Oxford) e Bernard Derrida (École Normale Supérieure)
- 2013 Giovanni Jona-Lasinio (Università Sapienza) e Harry Swinney (Università del Texas a Austin)
- 2016 Daan Frenkel (Università di Cambridge) e Yves Pomeau (Università dell'Arizona and École Normale Supérieure)
- 2019 Herbert Spohn (Università tecnica di Monaco)
- 2022 Deepak Dhar (IISER Pune) e John J. Hopfield (Università di Princeton)
- 2025 Mehran Kardar (Massachusetts Institute of Technology) e Yoshiki Kuramoto (Università di Kyoto)